# Akio Kogiku
Akio Kogiku (小菊 昭雄?, Kogiku Akio; Kōbe, 7 luglio 1975) è un allenatore di calcio ed ex calciatore giapponese, di ruolo centrocampista, tecnico del Sagan Tosu.

## Carriera
Prima di diventare allenatore, ha giocato a calcio solamente a livello giovanile tra il 1991 e il 1998.